# Billet de 50 000 pesos colombiens
Vous lisez un « bon article » labellisé en 2012.
Recto
Verso
Le billet de 50 000 pesos colombiens (50 000 $) est un des billets de banque en circulation en Colombie. Il mesure 148 × 66 millimètres et la couleur prédominante est le violet. L'écrivain colombien Gabriel García Márquez et un colibri butinant une fleur sont représentés sur le recto. Les représentations de la Cité perdue, du pic Cristóbal Colón et du pic Simón Bolívar figurent sur le verso. Une première série de billets de 50 000 pesos est émise de 2000 à mi-2016. Cette version mesure 140 × 70 millimètres, avec pour couleurs prédominantes le violet, le vert et le jaune. Son dessin a été réalisé par Óscar Muñoz dans un format vertical. Il représente l'écrivain et poète Jorge Isaacs (1837-1895) sur le recto et son hacienda El Paraíso sur le verso.
Mis en circulation pour la première fois le 1er décembre 2000, il possède de nombreuses caractéristiques de sécurité telles qu'un filigrane, de l'encre ultra-violette, un fil de sécurité et des micro-impressions, qui certifient de son authenticité. La Banque de la République de Colombie estime, qu'à la fin de l'année 2018, 62 063 566 millions de pesos colombiens en billets de 50 000 sont en circulation dans le pays. Malgré des campagnes menées par la Banque de la République de Colombie afin que les citoyens puissent repérer les contrefaçons, de faux-billets ont été plusieurs fois saisis. Fabriqué à 100 % en pure fibre de coton, il a une durée de vie moyenne de 34 mois à compter de sa mise en circulation.

## Histoire
Jusqu'en 1870, il n'existe pas de banque en Colombie, l'Église et les principaux commerçants dominant alors le marché du crédit. Des monnaies en or, argent, nickel et cuivre circulent mais aucun billet de banque n'est encore émis par le système monétaire encore peu développé de ce pays. La Banque de Bogota (Banco de Bogotá) est la première banque privée à être fondée en 1870 en Colombie. À partir de 1871, en vertu de la loi 35 de 1865, des billets émis jusqu'en 1886 par trente-six banques privées commencent à coexister avec la monnaie métallique et sont rachetables par cette dernière. En 1886, le président de la Colombie, Rafael Núñez, établit le cours forcé du billet de la Banque Nationale (Banco Nacional) fondée en 1880, mettant fin à l'émission de papier-monnaie par les banques privées sur le long terme. Le décret no 260 de 1885 suspend la convertibilité des billets en monnaie métallique. La loi no 87 de 1886 prescrit le caractère de monnaie légale de la République au billet de la Banque Nationale qui devient obligatoire pour le paiement des revenus et contributions publiques, tout comme dans les transactions entre particuliers. Par ailleurs, il est dorénavant interdit de stipuler toute autre espèce monétaire dans les contrats.
Après sa création en 1923, la Banque de la République (Banco de la República) est instituée comme étant la banque des banques et la seule à pouvoir émettre de la monnaie. Ainsi, entre 1923 et 1931, des coupures de 1, 2, 5, 10, 20, 50, 100 et 500 pesos entrent en circulation. Ces billets sont échangeables en or et en dollars. Après la crise mondiale des années 1930, ils cessent d'être convertibles en or et circulent en tant que moyen légal de paiement jusqu'au milieu des années 1970 où ils sont remplacés par des pièces de monnaie en cuivre et en nickel de valeur équivalente. Ces pièces sont fabriquées jusqu'en 1991 par le Trésor Général de la Nation et non par la Banque de la République. À compter de 1991, cette dernière émet la monnaie métallique, mettant un terme à la dichotomie dans l'émission monétaire en Colombie.

## Éléments graphiques

### Première série (2000-2016)
|                                      |  |  |
| Recto et verso de la première série. |  |  |

L'imprimerie de billets de la Banque de la République de Colombie (Imprenta de Billetes del Banco de la República de Colombia), qui est inaugurée officiellement le 23 octobre 1959, prépare le billet de 50 000 pesos colombiens avec l'aide de l'imprimerie anglaise Thomas De La Rue en 2000. Il s'agit alors du billet avec la valeur la plus élevée en circulation en Colombie, mesurant 140 × 70 millimètres, les illustrations étant présentées dans un format vertical. Il est fabriqué entièrement en pure fibre de coton. Le design a été réalisé par un artiste originaire de Popayán, Óscar Muñoz. Tout comme les autres billets colombiens en circulation, il rend hommage à une personnalité du pays.
Sur le côté recto de ce papier-monnaie dont les couleurs principales sont le violet, le vert et le jaune, la figure de l'écrivain et poète Jorge Isaacs est incorporée dans un paysage du Valle del Cauca traversé par le río Cauca. L'héroïne de son roman María y est également représentée, l'image de María étant inspirée du monument public créé par le sculpteur Luis A. Parera,. Par ailleurs, le chiffre « 50 » est écrit en braille pour les personnes aveugles et malvoyantes. D'autres éléments graphiques sont également présents tels que le nom de la monnaie (peso), celui du pays (Colombia) ainsi que celui de la banque centrale (Banco de la República). Enfin, chaque billet porte les signatures du directeur général et du directeur exécutif de la Banque de la République de Colombie qui sont en poste au moment de son édition.
Un samanea saman caractéristique à la région du Valle del Cauca et l'hacienda El Paraíso, achetée en 1854 dans les environs de Buga par l'écrivain qui y passa son adolescence, est représenté sur le verso dont les couleurs prédominantes sont le violet et le jaune. Le logo de la Banque de la République de Colombie est également présent, en bas à gauche du billet. Deux palmiers sont également imprimés sur un texte, qui s'avère être un fragment du roman María, dans lequel Jorge Isaacs décrit l'atmosphère d'une soirée dans le département colombien du Valle del Cauca :
« Una tarde, tarde como las de mi país, engalanada con nubes de color violeta y lampos de oro pálido, bella como María, bella y transitoria como fue ésta para mí, ella, mi hermana y yo, sentados sobre la ancha piedra de la pendiente, desde donde veíamos a la derecha en la honda vega rodar las corrientes bulliciosas del río, y teniendo a nuestros pies el valle majestuoso y callado, leía yo el episodio de Atala, y las dos, admirables en su inmovilidad y abandono... »

### Deuxième série (depuis 2016)
Le billet de 50 000 pesos, dont la couleur prédominante est le violet, mesure 148 × 66 millimètres. Sur le côté recto de ce papier-monnaie, le portrait de l'écrivain Gabriel García Márquez, qui a remporté le prix Nobel de littérature en 1982, est représenté à droite.  Il y a deux bandes composées d'ovales de chaque côté de ce portrait. Celle de droite, de couleur violette, comprend le texte en majuscules « cincuenta pesos » tandis que celle de gauche, aux tonalités bleues, inclus l'inscription en majuscules « Gabriel García Márquez premio Nobel de literatura (1982) ». Au centre du billet, on voit également l'écrivain entièrement debout. Un escargot imprimé partiellement et un colibri butinant une fleur sont représentés à gauche du corps de García Márquez. Le numéro de série, composé de deux caractères alphabétiques et de huit chiffres, est situé dans le coin inférieur droit du billet.  Les signatures du directeur général de la Banque de la République de Colombie et du directeur exécutif ainsi que les noms de la banque centrale (Banco de la República) et du pays (Colombia) sont situés en bas à gauche.
Au centre du verso du billet, on peut voir les terrasses de la Cité perdue ainsi que les pics Cristóbal Colón et Simón Bolívar, localisés dans la Sierra Nevada de Santa Marta. Deux indigènes et, en arrière-plan, des habitations indigènes de la Sierra Nevada sont présents dans la partie de gauche du billet. Le logo de la Banque de la République de Colombie est situé en haut à droite. La valeur du billet est placée dans le coin supérieur gauche sous l'intitulé « 50 MIL PESOS » et dans le coin inférieur droit sous l'intitulé « CINCUENTA MIL PESOS ». Un extrait du discours prononcé par García Márquez lorsqu'il a reçu son prix Nobel, intitulé La soledad de América Latina, est imprimé en relief sur la droite du billet.
Pour les déficients visuels, le nombre 50 est écrit en braille dans la partie inférieure centrale du billet. Par ailleurs, des marques tactiles, composées de six lignes en diagonale et parallèles entre elles, se trouvent sur les bords latéraux du recto du billet.

## Caractéristiques de sécurité

### Première série (2000-2016)
Les billets de 50 000 pesos colombiens sont protégés de plusieurs façons. Ainsi, ils ont deux fils de sécurité, le premier étant une bande opaque tandis que le deuxième, qui peut être vu à la lumière et sur lequel apparaît le texte « 50 MIL PESOS COLOMBIA », est composé de cinq segments argentés. Par transparence, un filigrane représente le visage de Jorge Isaacs avec, à sa droite, l'inscription « 50 MIL ». Il existe également plusieurs impressions en relief sur le recto et sur le verso du billet. Grâce à la lumière ultraviolette, par exemple, la partie supérieure de l'arbre au verso devient orangée et des fibrilles jaunes apparaissent des deux côtés du billet. Il est également protégé grâce à un numéro de série, par diverses micro-impressions et par une encre à couleur changeante utilisée sur le recto pour le chiffre 50, ce dernier, de couleur dorée, devenant vert lorsque le billet est incliné. Enfin, des deux côtés du billet, il existe un motif représentant un livre avec des zones blanches et de couleur. Lorsque le billet est regardé par transparence, il s'avère que ces zones coïncident parfaitement avec celles apparaissant sur l'autre côté du billet. Cette technique, appelée « registro perfecto » en espagnol, est un effet de transvision, comme celui utilisé sur les billets de banque en euros pour faire apparaître leur valeur faciale.

### Deuxième série (depuis 2016)
Les billets de 50 000 pesos colombiens de cette deuxième série sont protégés de plusieurs façons. Ainsi, ils ont un fil de sécurité, brillant et de couleur cuivre. Lorsqu'on bouge le billet, une partie de ce fil de sécurité vire au vert. Le texte « BRC » et la silhouette d'un escargot sont également visibles par transparence sur ce fil de sécurité. Un filigrane représente le visage de Gabriel García Márquez ainsi que le numéro « 50 ». Il existe également plusieurs impressions en relief sur le recto et sur le verso du billet. Grâce à la lumière ultraviolette, la surface du billet apparaît opaque à l'exception, par exemple, du numéro de série au recto qui affiche une fluorescence jaune, de micro-textes et de l'escargot qui deviennent vert ou orange tandis que des fibrilles jaunes ou rouges apparaissent des deux côtés du billet. Il est aussi protégé grâce à un numéro de série, par diverses micro-impressions et par une encre à couleur changeante utilisée sur le recto pour le colibri butinant une fleur, de couleur verte, qui devient bleu lorsque le billet est incliné. Enfin, il est protégé par des effets de transvision. Ainsi, en examinant le billet par transparence, un escargot et le texte « BRC » réalisés pour partie au recto et pour partie au verso sont restitués dans leur intégralité. Des lignes fines, de couleurs différentes, forment  également plusieurs combinaisons de motifs. Sur le recto, à gauche du portrait de l'écrivain, une image latente représentant le texte « BRC » peut être observée lorsque le billet est presque à l'horizontal.

## Production et stockage
Entre 1960 et 2010, sur 19 839,90 millions de billets produits par la Banque de la République de Colombie, 963,40 millions sont des billets de 50 000 pesos colombiens, sachant que ces derniers sont mis en circulation pour la première fois à partir du 1er décembre 2000 avec comme date d'édition le 7 août 2000.
En mars 2010, le coût de production d'un billet de 50 000 pesos colombiens est estimé à 103 pesos. En comparaison, un billet de 1 000 pesos coûte 57 pesos. Cette différence s'explique par le fait que plus le billet a une valeur élevée, plus des dispositifs de sécurité y sont insérés, engendrant par conséquent des coûts plus importants. En 2012, plus de 60 % du coût de production sont pour les caractéristiques de sécurité telles que les filigranes, les fils de sécurité ou les fibrilles et près 20 % sont octroyés aux encres spéciales qui apportent un niveau de sécurité additionnel de par leur résistance à divers agents chimiques, à l'eau et à la chaleur.
| 2000 | 2001  | 2002 | 2003  | 2004 | 2005 | 2006  | 2007   | 2008 |
| ---- | ----- | ---- | ----- | ---- | ---- | ----- | ------ | ---- |
| 40   | 57,50 | 20   | 29,90 | 109  | -    | 84,90 | 107,90 | 171  |

| 2009   | 2010   | 2011   | 2012   | 2013   | 2014   | 2015   | 2016   | 2017   |
| ------ | ------ | ------ | ------ | ------ | ------ | ------ | ------ | ------ |
| 192,80 | 150,40 | 220,50 | 176,70 | 207,90 | 273,60 | 250,40 | 259,20 | 250,50 |

Les billets en mauvais état qui sont envoyés par les banques commerciales à la Trésorerie centrale (Central de Efectivo) sont détruits. Le processus de fabrication d'un billet s'étend sur 28 jours, allant de la première impression jusqu'à sa livraison au Trésor, sachant que la durée de vie moyenne du papier-monnaie en Colombie à compter de sa mise en circulation est d'un an. En 2012, celle du billet de 50 000 pesos est plus importante, étant de 34 mois,. Contrairement à d'autres pays qui ont adopté les billets plastifiés afin de garantir une plus grande durée de vie, la Banque de la République de Colombie s'y oppose. En effet, avec cette technologie, les billets peuvent être falsifiés plus facilement, les éléments de fabrication étant plus faciles à obtenir que le papier en coton dont la fabrication est plus restreinte.

## Émission et circulation
Depuis 1987, la Banque de la République utilise le système métrique décimal comme modèle d'émission pour sa monnaie. Développé par L.C. Payne et H.M. Morgan en Angleterre, il a été adapté à la Colombie. Son objectif premier est d'anticiper la production de billets afin de maintenir les stocks d'argent nécessaires pour satisfaire à la demande de l'économie et de disposer de réserves de sécurité pour couvrir les éventuelles défaillances de l'offre. Afin d'avoir les plus faibles coûts possibles, cet établissement bancaire doit également projeter les dates où il est nécessaire d'introduire de nouvelles dénominations sur les billets ou de les remplacer par de la monnaie métallique.
La Banque de la République estime, qu'à la fin de l'année 2018, 62 063 566 millions de pesos colombiens en billets de 50 000 sont en circulation dans le pays.
| 2002        | 2003        | 2004        | 2005        | 2006         | 2007         |
| ----------- | ----------- | ----------- | ----------- | ------------ | ------------ |
| 3 329 744,2 | 4 746 444,1 | 6 056 876,4 | 7 924 507,3 | 11 682 483,5 | 14 768 230,5 |

| 2008         | 2009         | 2010         | 2011         | 2012         | 2013         |
| ------------ | ------------ | ------------ | ------------ | ------------ | ------------ |
| 18 318 542,0 | 20 731 555,3 | 24 656 913,0 | 28 697 500,5 | 31 530 852,1 | 36 142 839,9 |

| 2014         | 2015         | 2016       | 2017       | 2018       | - |
| ------------ | ------------ | ---------- | ---------- | ---------- | - |
| 42 289 862,4 | 51 276 982,1 | 53 381 157 | 57 245 412 | 62 063 566 | - |

Dès la fin 2018, les billets de la deuxième série (32 703 173) circulent en plus grand nombre que ceux de la première série (29 360 393).

## Contrefaçon
Le directeur de la Banque de la République de Colombie, José Darío Uribe, lance la campagne Billetes y monedas: valor y arte (« Billets et pièces : valeur et art ») en 2010 afin que les citoyens puissent repérer les contrefaçons. Grâce à une série d'ateliers, les caissiers, les commerçants, les chauffeurs du service public et, de façon générale, toutes les personnes pouvant être exposées à la réception de la fausse monnaie sont ainsi formées pour reconnaître les faux-billets. À l'issue de cette formation, ils reçoivent comme certificat une décalcomanie à afficher dans leurs boutiques et sur leurs caisses enregistreuses afin de faire fuir les éventuels trafiquants de fausse monnaie. Selon José Darío Uribe, « les différentes campagnes éducatives que la Banque de la République a réalisées ont permis de réduire le nombre de falsifications de billets en Colombie ». La Banque de la République recommande de reconnaître les faux-billets par la méthode simple de « Toucher, regarder et incliner » (Tocar, mirar y girar).
En 2010, la Banque de la République de Colombie estime que, pour un million de billets authentiques en circulation, toutes valeurs confondues, quarante-cinq sont des faux,. Pour lutter contre la contrefaçon de billets, le Grupo contra la Moneda Falsa du Cuerpo Tecnico de Investigacion, une division de la Fiscalía General de la Nación, mène des opérations de démantèlement de réseaux de faussaires. Par exemple, en 2010, lors d'un raid, les agents du CTI ont saisi des milliards de faux pesos et arrêté deux personnes dans une imprimerie clandestine à Bello. Deux machines utilisées pour l'impression du papier-monnaie et des plaques pour la production de billets de banque de 5 000 pesos, de 10 000 et de 50 000 pesos ont également été récupérées. La même année, lors d’une autre opération, les agents ont saisi 1 600 faux-billets de 50 000 pesos, soit 80 millions de pesos, ainsi que vingt planches pour l’élaboration des billets et une machine pour leur impression. En juin 2016, à Medellín, la police colombienne démantèle deux ateliers clandestins qui fabriquent des faux-billets de 5 000, 10 000, 20 000 et 50 000 pesos. À cette occasion, elle réalise la plus grosse saisie de fausse-monnaie de l'histoire du pays, pour un total de 35 000 millions de pesos.

## Éditions
Le tirage initial des billets de 50 000 pesos colombiens porte la signature du directeur général de la Banque de la République de Colombie, Miguel Urrutia Montoya, et du directeur exécutif, Gerardo Hernández Correa.
Le portrait de Gabriel García Márquez est intégré au nouveau design du billet en 2016. La cérémonie de lancement du nouveau billet se déroule le 19 août 2016 à Santa Marta, située à 80 km d'Aracataca, la ville natale de l'écrivain, qui n'a pas les infrastructures nécessaires pour accueillir les quelque 300 invités et garantir une transmission en direct de l'évènement. Le directeur général de la Banque de la République, José Dario Uribe, déclare alors que « la figure principale au recto du billet de 50 000 pesos est Gabriel García Márquez (…) pour rendre hommage à un personnage qui a porté très loin le nom de la Colombie depuis le milieu du siècle dernier », ajoutant que sont également représentés au verso du billet « les peuples qui ont depuis toujours vécu dans la Sierra Nevada de Santa Marta, reconnue par l'Unesco comme réserve de la bio-sphère de l'Humanité ». Le même jour, les nouveaux billets sont d'abord mis en circulation à Aracataca, puis partout en Colombie.
| no | no               | Date d'édition    | Date de mise en circulation | Modifications par rapport à l'édition antérieure (autres que la date d'édition) | Ref.   |
| -- | ---------------- | ----------------- | --- | --- | ------ |
|    | 1                | 7 août 2000       | 1er décembre 2000 | |        |
| 2  | 1er mai 2001     | 1er mars 2002     | Le lieu de publication « Santa Fe de Bogotá » n'apparaît plus par rapport à la version antérieure. | |        |
| 3  | 23 juillet 2001  | 11 août 2003      | | [ 26 ] |        |
| 4  | 15 mai 2002      | 11 octobre 2004   | | [ 26 ] |        |
| 5  | 20 juin 2003     | 23 septembre 2005 | | [ 26 ] |        |
| 6  | 9 mars 2005      | 1er décembre 2006 | La signature de Miguel Urrutia Montoya est remplacée par celle du nouveau président de la Banque de la République de Colombie, José Darío Uribe Escobar. Celle du directeur exécutif, Gerardo Hernández Correa, est toujours présente. | [ 26 ] |        |
| 7  | 6 février 2006   | 10 avril 2007     | | [ 26 ] |        |
| 8  | 23 novembre 2006 | 14 décembre 2007  | | [ 26 ] |        |
| 9  | 24 novembre 2006 | 10 novembre 2008  | | [ 26 ] |        |
| 10 | 22 août 2007     | 5 juin 2009       | | [ 27 ] |        |
| 11 | 4 septembre 2008 | 12 janvier 2010   | | [ 27 ] |        |
| 12 | 5 septembre 2008 | 2 novembre 2010   | | [ 27 ] |        |
| 13 | 25 août 2009     | 8 avril 2011      | | [ 27 ] |        |
| 14 | 26 août 2009     | 21 octobre 2011   | | [ 27 ] |        |
| 15 | 27 août 2009     | 19 décembre 2011  | | [ 28 ] |        |
| 16 | 7 août 2010      | 2 novembre 2012   | | [ 28 ] |        |
| 17 | 8 août 2010      | 5 avril 2013      | | [ 28 ] |        |
| 18 | 26 août 2011     | 4 octobre 2013    | | [ 28 ] |        |
| 19 | 27 août 2011     | 12 décembre 2013  | La signature de Gerardo Hernández Correa est remplacée par celle du nouveau directeur exécutif de la Banque de la République de Colombie, José Tolosa Buitrago. Celle du président, José Darío Uribe Escobar, est toujours présente.   | [ 28 ] |        |
| 20 | 27 août 2011     | 12 décembre 2013  | | [ 28 ] |        |
| 21 | 28 août 2011     | 23 mai 2014       | | [ 29 ] |        |
| 22 | 24 août 2012     | 6 novembre 2014   | | [ 29 ] |        |
| 23 | 25 août 2012     | 5 décembre 2014   | | [ 29 ] |        |
| 24 | 7 septembre 2013 | 3 juillet 2015    | | [ 29 ] |        |
| 25 | 8 septembre 2013 | 14 août 2015      | | [ 29 ] |        |
| 26 | 9 septembre 2013 | 4 décembre 2015   | | [ 29 ] |        |
| 27 | 5 août 2014      | 18 avril 2016     | | [ 10 ] |        |
|    | 28               | 19 août 2015      | 19 août 2016 | Il s'agit de la première édition des billets de 50 000 pesos de la deuxième série. Les signatures apposées dessus sont celles du président de la Banque de la République de Colombie José Darío Uribe Escobar et du directeur exécutif José Tolosa Buitrago. | [ 10 ] |
| 29 | 19 août 2015     | 18 novembre 2016  | | [ 30 ] |        |
|    | 30               | 6 août 2014       | 12 décembre 2016 | Nouvelle édition des billets de 50 000 pesos de la première série, qui reprend les mêmes caractéristiques générales et de sécurité que celles du 5 août 2014.                                                                                                | [ 30 ] |
|    | 31               | 19 août 2015      | 26 juillet 2017 | | [ 30 ] |
| 32 | 19 août 2015     | 11 octobre 2017   | | [ 30 ] |        |
| 33 | 2 août 2016      | 8 novembre 2017   | | [ 30 ] |        |
| 34 | 2 août 2016      | 16 mars 2018      | | [ 31 ] |        |
| 35 | 2 août 2016      | 28 mai 2018       | | [ 31 ] |        |
| 36 | 2 août 2016      | 26 septembre 2018 | | [ 31 ] |        |
| 37 | 29 août 2017     | 22 octobre 2018   | Les billets ont dorénavant les signatures de Juan José Echavarría Soto (es) (président de la Banque de la République de Colombie) et de Marcela Ocampo Duque (directeur exécutif).                                                     | [ 31 ] |        |
| 38 | 29 août 2017     | 5 décembre 2018   | | [ 31 ] |        |

- 1re série
- 2e série